# Ebolavirus
Ebolavirus, EBOV, er en virus, der forårsager Ebola (en. Ebola virus disease (EVD) eller tidligere Ebola haemorrhagic fever (EHF)), en zoonose, der spredes fra flagermus til mennesker.
Ebolavirus kaldes sammen med Marburgvirus og Lassavirus for de afrikanske blødningsfebervirus og klassificeres som virus i højeste fareklasse.
EBOV er en trådformet, membrankappet virus med et genom af -ssRNA og er en del af Filoviridae-familien, nært beslægtet med Marburgvirus.

## Historisk
EBOV er opkaldt efter floden Ebola i DR Congo, hvor virussen også blev opdaget første gang. Fra 1976 har der været gentagne udbrud af Ebola.
To stammer blev identificeret, hhv. fra Zaire og fra Sudan
med gennemsnitlige dødelighedsprocenter på henholdsvis 83% og 54%. En tredje stamme, Reston-Ebolavirus, blev opdaget i 1989 i en gruppe af aber (Macaca fascicularis) importeret fra Filippinerne til Hazleton Primate Quarantine Unit i Reston, Virginia i USA. Denne stamme har ikke været humanpatogen.
Der kendes nu fem stammer af Ebolavirus (BDBV, EBOV, RESTV, SUDV and TAFV).

## Generelt
I elektronmikroskop fremtræder EBOV som langstrakte, fleksible tråde med en diameter på 80 nm og en længde fra 800 til 1400 nm.

## Genom
EBOV’s genom er -ssRNA (negativt polariseret enkeltstrænget RNA) på 18-19.000 nukleotider, der koder for 7 proteiner. De fem forskellige stammer afviger i nukleotidsekvensen og antallet og placeringen af overlappende gener.

## Proteiner
- Glycoprotein, multifunktionelt overfladeprotein GP, sGP, ssGP, GP1 og GP2

- Matrixprotein VP40, hexamer

- RNA dependent RNA polymerase, L protein

- Nucleoprotein NP

- Polymerase cofactor VP35 (multifunktionelt nucleocapsidprotein)

- Transcription activator VP30 (nucleocapsidprotein)

- VP24 (nucleocapsidprotein)[7][8]

## Receptorer for EBOV
EBOV glycoprotein GP binder sig til
- TIM-1, et overfladeprotein på værtsorganismens epithelceller [9]

- C-type lectinerne DC-SIGN, L-SIGN og hMGL på overfladen af værtsorganismens monocyter, dendritceller og makrofager

- Niemann–Pick C1 (NPC1), et 13TM membranprotein i værtsorganismens endosomer [10]

## Vaccine
En Ebolavaccine blev godkendt i USA i 2019.